# Vebjørn Rodal
Vebjørn Rodal (1972. szeptember 16. –) olimpiai bajnok norvég atléta, középtávfutó, a 800 méteres síkfutás specialistája.

## Pályafutása
1992-ben, mindössze 19 évesen vett részt első olimpiáján, a barcelonai játékokon. Ekkor csak az elődöntőig jutott, két évvel később azonban ezüstérmet szerzett az Európa-bajnokságon. Az 1995-ös világbajnokságon harmadikként zárt Wilson Kipketer és Arthémon Hatungimana mögött.
1996-ban érte el pályafutása legkimagaslóbb eredményét, az atlantai olimpián elért aranyérmével. Vebjørn 1:42,58-as új olimpiai rekorddal győzött és lett a szám első norvég olimpiai bajnoka. Ebben az évben őt választották az év norvég sportolójának.
Utolsó nemzetközi érmét az 1998-as fedett pályás Európa-bajnokságon érte el, ahol harmadikként zárt. 2000-ben még elindult ugyan a sydney-i olimpián, de nem tudta megvédeni címét, miután már az elődöntőben kiesett.

## Egyéni legjobbjai
- 400 méteres síkfutás - 46,56 s (1994)
- 600 méteres síkfutás (szabadtér) - 1:15,29 s (1995)
- 600 méteres síkfutás (fedett) - 1:16,70 s (1999)
- 800 méteres síkfutás (szabadtér) - 1:42,58 s (1996)
- 800 méteres síkfutás (fedett) - 1:46,28 s (1997)
- 1000 méteres síkfutás - 2:16,78 s (1996)
- 1500 méteres síkfutás - 3:37,57 s (1997)